# بطولة أوروبا تحت 21 سنة لكرة القدم 2015
بطولة أوروبا تحت 21 سنة لكرة القدم 2015 سوف تكون النسخة العشرون من بطولة أوروبا تحت 21 لكرة القدم. المسابقة النهائية سوف تستضيفها جمهورية التشيك في صيف عام 2015.
اختير العرض التشيكي من قبل اللجنة التنفيذية لليويفا في 20 مارس 2012 في إسطنبول، تركيا.
اللاعبون الذين ولدوا في أو بعد 1 يناير 1992 مؤهلين للمشاركة في المسابقة.  شارك اثنان وخمسون فريقًا في دورة التأهيل، أقيمة في الفترة ما بين مارس 2013 وأكتوبر 2014، لتحديد الفرق السبعة التي ستنضم إلى مضيفي البطولة النهائيين. لم يتمكن حاملو أسبانيا من الدفاع عن لقبهم بعد إقصائهم من التصفيات المؤهلة من صربيا.
في النهائي، الذي لعب في ملعب إيدن أرينا في براغ، هزم السويد البرتغال 4-3 في ركلات الترجيح، بعد التعادل السلبي في نهاية الوقت الإضافي. وبذلك، فاز الفريق السويدي بلقبه الأول في هذه المسابقة، بعد أن خسر في نهائي عام 1992، وحصل على لقبه الأول في مسابقات الشباب في الاتحاد الأوروبي.
من خلال الوصول إلى الدور نصف النهائي، تأهلت الدنمارك وألمانيا والبرتغال والسويد لدورة كرة القدم للأولمبياد الصيفية لعام 2016 في البرازيل.

## التصفيات

### قائمة المنتخبات المتأهلة
قائمة المنتخبات المتأهلة إلى بطولة أوروبا تحت 21 سنة لكرة القدم 2015:
- جمهورية التشيك (المستضيف)

## الملاعب
أقيمت المسابقة في أربعة أماكن في ثلاث مدن مضيفة: إيدن أرينا وجنرالي أرينا (في براغ)، واستاد أندريف (في أولوموتس) واستاد ميروسلاف فالنتي (في أوهرسكه هراديشتيه).
| براغ                                        | براغ                                               | براغ أولوموتس أوهرسكه هراديشتيهبطولة أوروبا تحت 21 سنة لكرة القدم 2015 (التشيك) | أولوموتس                                     | أوهرسكه هراديشتيه                               |
| ------------------------------------------- | -------------------------------------------------- | ------------------------------------------------------------------------------- | -------------------------------------------- | ----------------------------------------------- |
| ملعب إيدن أرينا                             | ملعب جنرالي أرينا                                  | براغ أولوموتس أوهرسكه هراديشتيهبطولة أوروبا تحت 21 سنة لكرة القدم 2015 (التشيك) | أندريف ستاديون                               | ملعب مدينة ميروسلاف فالينتا لكرة القدم          |
| 50°4′3″N 14°28′18″E / 50.06750°N 14.47167°E | 50°5′59.3″N 14°24′57.3″E / 50.099806°N 14.415917°E | براغ أولوموتس أوهرسكه هراديشتيهبطولة أوروبا تحت 21 سنة لكرة القدم 2015 (التشيك) | 49°36′0″N 17°14′54″E / 49.60000°N 17.24833°E | 49°3′56″N 17°28′17.3″E / 49.06556°N 17.471472°E |
| السعة: 20800                                | السعة: 19784                                       | براغ أولوموتس أوهرسكه هراديشتيهبطولة أوروبا تحت 21 سنة لكرة القدم 2015 (التشيك) | السعة: 12566                                 | السعة: 8121                                     |
|                                             |                                                    | براغ أولوموتس أوهرسكه هراديشتيهبطولة أوروبا تحت 21 سنة لكرة القدم 2015 (التشيك) |                                              |                                                 |

## مرحلة المجموعات

### المجموعة أ
| م | الفريق             | لعب | ف | ت | خ | أ.له | أ.ع | أ.ف | نقاط | نتائج مرحلة المجموعات                                       |
| - | ------------------ | --- | - | - | - | ---- | --- | --- | ---- | ----------------------------------------------------------- |
| 1 | الدنمارك           | 3   | 2 | 0 | 1 | 4    | 4   | 0   | 6    | تأهل إلى مرحلة خروج المغلوب والألعاب الأولمبية الصيفية 2016 |
| 2 | ألمانيا            | 3   | 1 | 2 | 0 | 5    | 2   | +3  | 5    | تأهل إلى مرحلة خروج المغلوب والألعاب الأولمبية الصيفية 2016 |
| 3 | جمهورية التشيك (H) | 3   | 1 | 1 | 1 | 6    | 3   | +3  | 4    |                                                             |
| 4 | صربيا              | 3   | 0 | 1 | 2 | 1    | 7   | −6  | 1    |                                                             |

| جمهورية التشيك | 1–2   | الدنمارك                  |
| -------------- | ----- | ------------------------- |
| كاديرابيك 35'  | تقرير | فيسترغارد 56' · سيستو 84' |

| ألمانيا  | 1–1   | صربيا        |
| -------- | ----- | ------------ |
| تشان 17' | تقرير | جوريتشيتش 8' |

| صربيا | 0–4   | جمهورية التشيك                  |
| ----- | ----- | ------------------------------- |
|       | تقرير | كليمنت 7'، 21'، 56' · فريدك 59' |

| ألمانيا                     | 3–0   | الدنمارك |
| --------------------------- | ----- | -------- |
| فولاند 32'، 48' · غينتر 53' | تقرير |          |

| جمهورية التشيك | 1–1   | ألمانيا  |
| -------------- | ----- | -------- |
| كريتشي 66'     | تقرير | شولز 55' |

| الدنمارك            | 2–0   | صربيا |
| ------------------- | ----- | ----- |
| فالك 21' · فيشر 47' | تقرير |       |

### المجموعة ب
| م | الفريق   | لعب | ف | ت | خ | أ.له | أ.ع | أ.ف | نقاط | نتائج مرحلة المجموعات                                       |
| - | -------- | --- | - | - | - | ---- | --- | --- | ---- | ----------------------------------------------------------- |
| 1 | البرتغال | 3   | 1 | 2 | 0 | 2    | 1   | +1  | 5    | تأهل إلى مرحلة خروج المغلوب والألعاب الأولمبية الصيفية 2016 |
| 2 | السويد   | 3   | 1 | 1 | 1 | 3    | 3   | 0   | 4    | تأهل إلى مرحلة خروج المغلوب والألعاب الأولمبية الصيفية 2016 |
| 3 | إيطاليا  | 3   | 1 | 1 | 1 | 4    | 3   | +1  | 4    |                                                             |
| 4 | إنجلترا  | 3   | 1 | 0 | 2 | 2    | 4   | −2  | 3    |                                                             |

| إيطاليا             | 1–2   | السويد                               |
| ------------------- | ----- | ------------------------------------ |
| بيراردي 29' (ركلة.) | تقرير | غويديتي 56' · كيزه ثيلين 86' (ركلة.) |

| إنجلترا | 0–1   | البرتغال       |
| ------- | ----- | -------------- |
|         | تقرير | جواو ماريو 57' |

| السويد | 0–1   | إنجلترا     |
| ------ | ----- | ----------- |
|        | تقرير | لينغارد 85' |

| إيطاليا | 0–0   | البرتغال |
| ------- | ----- | -------- |
|         | تقرير |          |

| إنجلترا       | 1–3   | إيطاليا                      |
| ------------- | ----- | ---------------------------- |
| ريدموند 90+3' | تقرير | بيلوتي 25' · بيناسي 27'، 72' |

| البرتغال     | 1–1   | السويد       |
| ------------ | ----- | ------------ |
| باسينسيا 82' | تقرير | تايبلينغ 89' |

## مرحلة خروج المغلوب
|  | نصف النهائي        | نصف النهائي |       |  | النهائي         | النهائي |  |
|  |                    |             |       |  |                 |         |  |
|  | 27 يونيو – براغ    |             |       |  |                 |         |  |
|  | الدنمارك           | 1           |       |  |                 |         |  |
|  | السويد             | 4           |       |  |                 |         |  |
|  |                    |             |       |  |                 |         |  |
|  |                    |             |       |  | 30 يونيو – براغ |         |  |
|  |                    |             |       |  | السويد (ر)      | 0 (4)   |  |
|  |                    | البرتغال    | 0 (3) |  |                 |         |  |
|  |                    |             |       |  |                 |         |  |
|  |                    |             |       |  |                 |         |  |
|  |                    |             |       |  |                 |         |  |
|  | 27 يونيو – أولوموك |             |       |  |                 |         |  |
|  | البرتغال           | 5           |       |  |                 |         |  |
|  | ألمانيا            | 0           |       |  |                 |         |  |

### نصف النهائي
| البرتغال                                                                 | 5–0   | ألمانيا |
| ------------------------------------------------------------------------ | ----- | ------- |
| ب. سيلفا 25' · ريكاردو 33' · كافاليرو 45+1' · جواو ماريو 46' · هورتا 71' | تقرير |         |

| الدنمارك | 1–4   | السويد                                                             |
| -------- | ----- | ------------------------------------------------------------------ |
| بيخ 63'  | تقرير | غويديتي 23' (ركلة.) · تايبلينغ 26' · كوايسون 83' · هيلييمارك 90+5' |

### النهائي
| السويد                                               | 0–0 (ب.و.إ.) | البرتغال                                          |
| ---------------------------------------------------- | ------------ | ------------------------------------------------- |
|                                                      | تقرير        |                                                   |
| ركلات الترجيح                                        |              |                                                   |
| غويديتي · كيزه ثيلين · أوغوستينسون · خليلي · ليندلوف | 4–3          | باسينسيا · توزي · إيسخايو · جواو ماريو · كارفاليو |